# Д
Д (gemen: д) är en bokstav i det kyrilliska alfabetet. Bokstaven härstammar det från grekiska alfabetets delta (Δ, δ). Den uttalas normalt som d, men i ryskan uttalas den som t i slutet av ord och före tonlösa konsonanter. I skrivstil ser Д ut som latinskt D och д nästan som latinskt g. I kursiv tryckstil ser gemenen ut som д, liknande latinskt d.

Vid transkribering av ryska använder man bokstaven d i svensk text och [d] i IPA. Vid translitteration till latinska bokstäver enligt ISO 9 motsvaras bokstaven också av d.
| Unicode | Liten bokstav |                            | Unicode | Stor bokstav |                              | Används bl.a. i följande språk           |
| ------- | ------------- | -------------------------- | ------- | ------------ | ---------------------------- | ---------------------------------------- |
| U+0434  | д             | CYRILLIC SMALL LETTER DE   | U+0414  | Д            | CYRILLIC CAPITAL LETTER DE   | de flesta där kyrilliskt alfabet används |
| U+0452  | ђ             | CYRILLIC SMALL LETTER DJE  | U+0402  | Ђ            | CYRILLIC CAPITAL LETTER DJE  | Serbiska                                 |
| U+045F  | џ             | CYRILLIC SMALL LETTER DZHE | U+040F  | Џ            | CYRILLIC CAPITAL LETTER DZHE | Serbiska, Makedonska                     |

## Teckenkoder i datorsammanhang
| Teckenkoder        | Versal: Д                  | Gemen: д                 |
| ------------------ | -------------------------- | ------------------------ |
| Namn (Unicode)     | CYRILLIC CAPITAL LETTER DE | CYRILLIC SMALL LETTER DE |
| Kodpunkt (Unicode) | U+0414                     | U+0434                   |
| HTML               | &#1044;                    | &#1076;                  |